# Шиитская восьмёрка
«Шиитская восьмёрка» (официальное название: «Коалиционный совет исламской революции Афганистана», также «Союз восьми», «Тегеранская восьмёрка, «Альянс восьми») — военно-политический союз (ВПС) исламских партий афганских моджахедов в период Афганской войны (1979—1989). Был сформирован в начале 1980-х годов лидерами различных фундаментальных исламских «проиранских» шиитских организаций (партий) Афганистана, включённых в состав «Движения исламского сопротивления моджахедов — шиитов» при поддержке государственных и духовных лидеров Исламской республики Иран, различных международных шиитских сообществ (организаций) с целью вооружённой и политической борьбы против Ограниченного контингента Советских войск в Афганистане и государственной власти Демократической республики Афганистан. Являлся эффективным инструментом привлечения международной финансовой, военной помощи вооружённой афганской оппозиции.
«Союз восьми» — высший орган политического и военного управления формирований вооружённой афганской оппозиции в лице «Союза исламских партий моджахедов—шиитов», консолидирующий едиными целями и задачами в объединённую силу сопротивления — (джихад). Действие ВПС «Шиитская восьмёрка» распространялось на зоны компактного (смешанного) проживания афганских шиитов и исмаилитов: фарсиван, хазарейцев, кызылбашей, памирцев, частично таджиков и чараймаков, живущих на западе страны, её центральной части — так называемом «Хазарджате», юго— и северо—западе, крайнем северо-востоке — афганском Памире и афганском Бадахшане.
«Шиитская восьмёрка», наряду с другим военно-политическим союзом — «Пешаварская семёрка», образованным в городе Пешавар (Пакистан) в первые годы Афганской войны (1979—1989), объединившим в себе крупные по численности партии афганских моджахедов-суннитов, был сформирован для схожих во многом целей и задач по принципу конфессиональной принадлежности к суннитской (шиитской) ветви ислама.
Штаб квартиры партий и их отделений находились в городах Кум, Мешхед, Тайбад — Иран, Кветта (Пакистан).

## Цели и задачи
Целесообразность формирования «Альянса восьми» была продиктована необходимостью единого органа по управлению, финансированию и контролю повстанческой (партизанской) деятельности шиитских организаций (партий) афганских моджахедов в вооруженной борьбе против Ограниченного контингента Советских войск в Афганистане и правительственных сил ДРА.
- Создание на иранской территории тренировочных баз по профессиональной военной подготовке отрядов моджахедов. Финансовое участие политических кругов Ирана было обусловлено внешней политикой, желанием влиять на внутреннюю ситуацию в соседнем Афганистане.
- Западная часть республики Афганистан, часть центральной, северо-западной, юго-западной и северо-восточной, в силу шиитской принадлежности, всегда имели ориентацию на Исламскую республику Иран.
- В «Шиитскую восьмерку», чаще называемую «Альянсом восьми», входило восемь партий, ориентированных на шиитскую и исмаилитскую часть населения афганского общества. Все они пользовались финансовой и иной поддержкой Исламской Республики Иран и её духовных руководителей.
- В приграничных с Ираном провинциях Герат, Фарах, Нимроз, частично Гильменд, проживают таджики-шииты и чараймаки.
- Хазарейцы-шииты и хазарейцы-исмаилиты живут в центральной и северной части Афганистана, в провинциях Бамиан, Дайкунди, Гор, Урузган, Газни, Баглан, Балх и Саманган.
- Шииты и исмаилиты, являясь меньшинством населения страны на протяжении всей истории существования Афганского государства, испытывали религиозную и национальную дискриминацию большинством — пуштунами и таджиками.
- Внешнеполитический курс Ирана, был заинтересован в формировании «Альянса восьми» — духовного центра шиитов в Афганистане, способствующему росту экономической и политической независимости шиитской части афганского общества от влияния «суннитского большинства», в первую очередь — пуштун и суннитского Пакистана, управляющих финансовыми потоками ЦРУ в рамках операции «Циклон», а также самостоятельного участия афганцев-шиитов на политической арене в стране.

## История создания Шиитских партий

### Исторические предпосылки
В Иране также действовали афганские оппозиционные исламские организации. Их формирование на территории ИРИ началось в апреле 1979 г. Руководящий состав этих организаций подбирался из более или менее авторитетных афганцев, которые проживали в Иране или бежали туда после прихода к власти НДПА. Рядовые члены вооруженных отрядов также набирались из афганцев, работавших ранее в ИРИ (до апреля 1978 г. в Иране на заработках постоянно находилось до 600 тыс. афганцев). Начиная с января 1980 г. база комплектования людскими ресурсами оппозиционных организаций все время расширялась за счет беженцев.
Афганские оппозиционные партии в Иране создавались быстро, в короткие сроки. Между их лидерами тоже сразу возникли разногласия на почве стремления снискать покровительство того или иного шиитского деятеля и получить больше финансовой помощи, оружия и людей.
Шиитское руководство ИРИ всегда рассматривало афганские организации как военно-политическую силу, с помощью которой можно было бы дестабилизировать обстановку в ДРА, ослабить народно демократический строй, способствовать его свержению и в перспективе создать «Исламскую Республику Афганистан» под эгидой имама Хомейни или его преемника.

### Коалиционный совет исламской революции Афганистана
Организационно «Союз 8» окончательно оформился лишь в декабре 1987 г. при непосредственном участии правящего духовенства Ирана. Вновь сформированное объединение получило официальное название: «Коалиционный совет исламской революции Афганистана». В состав «Шиитской восьмерки», другое название — «Союза 8», вошли восемь шиитских партий афганских моджахедов:
- Партия Победа «Наср»
- Партия Аллаха «Хезбе Алла»
- Корпус стражей исламской революции Афганистана «КСИРА»
- Объединённый фронт исламской революции «ОФИР»
- Исламское движение Афганистана «ИДА»
- Совет исламского согласия «СИС»
- Движение исламской революции «ДИР»
- Организация борцов за ислам Афганистана «ОБИ»

## Цель создания «Шиитской восьмёрки»
Основной целью создания «Союза 8» являлось объединение афганской шиитской оппозиции под иранским руководством для расширения масштабов антиафганской политической и вооруженной борьбы, недопущения распространения монопольного влияния пропакистанского «Альянса 7» на развитие обстановки в республике Афганистан и вокруг неё. Конечная политическая деятельность «Союза 8» состояла в трансформации Афганистана в «исламскую республику» по типу ИРИ.

## Программа деятельности «Союза 8»
В программе «Союза 8» высшим религиозным вождем афганских шиитов был объявлен Хомейни. Заявлено о полном разрыве связей с США, их союзниками, а также с арабскими режимами, отрицающими лидирующую роль иранского духовенства в исламском мире. Иран был выделен в качестве единственного надежного гаранта защиты жизненных интересов афганских шиитов. В ней отвергалась целесообразность предложений руководства республики Афганистан в отношении реализации политики национального примирения, в том числе по вопросам формирования коалиционного правительства. Одновременно были объявлены незаконными и неприемлемыми для шиитских организаций афгано-пакистанские переговоры в Женеве. Наиболее стойкими приверженцами идей экспорта «исламской революции» являлись организации «Партия аллаха», «Партия Победа (Наср)», «Корпус стражей исламской революции Афганистана».

## Члены

### «Наср» — Партия «Победа»
«Наср» — Партия «Победа», проиранская шиитская организация, сформирована в 1980 г. Лидеры — шейх Абдул Али Мазари и шейх Шафак. Оба находились в Иране, пользовались поддержкой второго лица в государстве аятоллы Монтазери. Боевые отряды, численность которых достигает 4 тыс. человек, действуют в центральных провинциях республики Афганистан, в районе Хазараджата: Бамиан, Газни, Вардак, Урузган, Баглан, Саманган, Балх, Парван и Гур. Общий военный руководитель — Мохаммад Хусейн Садыки.
Группы и отряды «Наср» отличались хорошей военно-профессиональной подготовкой, высокой оснащенностью вооружением и боеприпасами. В последнем этапе отмечалось заметное усиление влияния Китая на руководство данной организации. Характерной особенностью деятельности организации является постоянное противоборство с соперничающими группировками, в особенности с ориентированными на Пакистан. Пользуется широкой военной и финансовой поддержкой Ирана, Китая, США. Штаб квартира находится в Куме.
Лидеры: шейх Мохаммад Хусейн Садыки, шейх Абдул Али Мазари, шейх Шафак — районы влияния этих лидеров распространяются на традиционные места проживания хазарейцев в Хазарджатах — Бамиан, Дайкунди, Газни, Урузган, Гор, Баглан и др. Штаб квартира «Наср» располагалась в г. Мешхед, г. Кум — Иран.

### «Хазбе Алла» Партия Аллаха
«Хазбе Алла» — Партия Аллаха, создана иранским руководством в 1982 г. в целях консолидации контрреволюционных сил мятежников и осуществления экспорта «исламской революции» в Афганистан. Лидер — Кари Ахмад Якдасте («однорукий Кари») — шиитский мулла, претендующий на роль «духовного лидера шиитов Афганистана». Членство в этой партии предполагала обязательное исповедование ислама шиитского толка.
Вооруженные формирования «Хезбе алла» отличались особой жестокостью по отношению к сторонникам правящего режима. Наибольшая активность её членов проявлялась в западных и южных провинциях РА (Герат, Фарах, Нимруз и Кандагар). Штаб квартира находится в Мешхеде, отделения партии имеются в Тегеране, Нишапуре, Заболе. Численность боевых отрядов составляла — около 4 тыс. чел.
Лидер: Карим Ахмади Як Дасте «Карим — як дастэ» — Карим однорукий, авторитетный шиитский мулла. Штаб квартира партии находилась в г.Мешхед-Иран, отделения партии- Тегеран, Нишапур, Иранский Забуль.

### «Корпус стражей исламской революции Афганистана»
«Корпус стражей исламской революции Афганистана» (КСИРА) — проиранская организация, находящаяся под контролем иранского «КСИР». Среди членов группировки были довольно сильно распространены «маоистские» концепции, в связи с чем она пользовалась особой поддержкой Китая. В отрядах и группах работали китайские инструкторы. Координировала свою деятельность с группировкой (партией) «Наср» Победа. Районами концентрации военных формирований партии являлись провинции Гур и Бамиан. Численность боевых отрядов — до 1,5 тыс. чел. Штаб квартира находилась в г. Кум.
Лидер организации — Акбари.

### «Объединенный фронт исламской революции (ОФИР)»
«Объединенный фронт исламской революции (ОФИР)» включал в себя 4 шиитские контрреволюционные организации (Молодое духовенство Афганистана, Исламское общество школы «Тоухид», Борцы исламского общества, Движение обездоленных). Выступал за признание Хомейни вождем мирового исламского движения и провозглашение Афганистана «исламской республикой» по типу ИРИ. Численность боевых отрядов — около 2,5 тыс. чел. Наибольшее влияние имел в провинциях Балх, Вардак, Урузган. Штаб квартира в Куме. Штаб квартира также находилась г. Мешхед, г. Кум — Иран.
Лидеры: шейх Акбари, Мохсем Резаи и Сепаке Пасдар

### «Исламское движение Афганистана»
«Исламское движение Афганистана», «ИДА» — была одной из наиболее крупных шиитских группировок контрреволюции, тесно взаимодействовала с «хазарейским подпольем» в городах Газни, Кандагар, Герат, Кабул. Координировала свою деятельность с пропакистанскими организациями из «Пешаварской семёрки» — «ИОА» Б.Раббани и «ИПА» Г.Хекматияра. Со стороны иранского духовенства группировка пользуется ограниченным доверием.
Отряды и группы действовали в провинциях: Вардак, Бамиан, Балх, Гильменд, Нимруз. В результате противоречий между лидерами этой партии в 1981 г. произошел её раскол на два крыла: «Исламское движение Кандагари» и «Совет исламского согласия». Численность боевых отрядов составляла — более 3 тыс. чел.
Лидер «Исламское движение Кандагари» — шейх Мохаммад Асеф Мохсени (Ассеф Кандагари). Штаб квартира находится в Мешхеде, представительства — в Куме, Мешхеде, Ширазе, Заболе, Тайабаде, а также в Кветте (Пакистан).
Лидеры «Совет исламского согласия» — шейх Садек Хашеми. Штаб квартира г. Кум — Иран

### «Совет исламского согласия»
Совет исламского согласия (СИС) — националистическая шиитская контрреволюционная организация хазарейцев. Лидер — Али Бехешти, военный руководитель — Сайд Джарган. Группировка пользовалась ограниченным доверием Ирана, поскольку А.Бехешти постоянно поддерживала связи с иракским шиитским духовенством. Политическая платформа организации содержала требование о выводе советских войск с территории Афганистана и представлении «Хазараджату» автономии.
Отряды и группы, численность которых превышает 6 тыс. чел., были сосредоточены в провинциях Газни и Бамиан. Активных боевые действия не вели, в основном были заняты борьбой с бандами других группировок за сферы влияния. Лидеры организации склонялись к целесообразности ведения диалога с представителями государственной власти. Штаб квартира располагалась г.Мешхед Иран.
Лидеры: шейх Саид Али Бехешти, Саид Мохаммад Хасан (Саид Джарган).

### «Движение исламской революции»
Движение исламской революции (ДИР) — фракция, отколовшаяся от пропакистанской партии ДИРА. Лидер — Насрулла Мансур. Организация пользовалась особым доверием иранского руководства. Использовалась для расширения влияния Ирана на афганские контрреволюционные группировки, базирующиеся в Пакистане. Численность боевых отрядов — около 800 чел. и более. Насрулла координировал свою деятельность с общим главарем «ИОА» в провинции Герат Исмаил-ханом (Тураном Исмаилом). Штаб квартира располагалась г. Мешхед- Иран
Лидеры: шейх Насрулла Мансур.

### «Организация борцов за ислам Афганистана»
Организация борцов за ислам Афганистана (ОБИ) — шиитская контрреволюционная группировка хазарейцев. Лидер — Мосбахзаде. Руководство ОБИ поддерживала тесные связи с организацией «Наср» (Победа). Для Ирана наличие афганцев на его территории являлось дополнительным источником живой силы. Иранские полит.технологи использовали тысячи обездоленных, как среди афганских беженцев в Иране, так и в самом Афганистане, чтобы используя их тяжёлую ситуацию осуществлять планы имама Хомейни по экспорту исламской революции в другие страны.
Руководство мятежного движения «афганского шиитского сопротивления» осуществлялось из штаб квартир в городах Ирана, лидерами группировок, а основная вооруженная борьба была развернута на территории Афганистана и обусловила возникновение особой категории военных руководителей из числа командиров крупных вооруженных формирований внутри страны. Штаб квартира в г. Мешхед — Иран
Лидеры: шейх Мосбах Заде — лидер хазарейцев Бамиана.

### Партия Гром «РААД»
«Партия РААД — Гром», штаб квартира г. Мешхед — Иран
Лидер шейх Сейид Абдул Джаффар Надири, Мохаммад Хазаи, Сейд Исмаил Балхи